# Liste der Baudenkmale in Selsingen
In der Liste der Baudenkmale in Selsingen sind alle Baudenkmale der niedersächsischen Gemeinde Selsingen aufgelistet. Die Quelle der Baudenkmale ist der Denkmalatlas Niedersachsen. Der Stand der Liste ist der 10. November 2020.

## Allgemein
In den Spalten befinden sich folgende Informationen:
- Lage: die Adresse des Baudenkmales und die geographischen Koordinaten. Kartenansicht, um Koordinaten zu setzen. In der Kartenansicht sind Baudenkmale ohne Koordinaten mit einem roten Marker dargestellt und können in der Karte gesetzt werden. Baudenkmale ohne Bild sind mit einem blauen Marker gekennzeichnet, Baudenkmale mit Bild mit einem grünen Marker.
- Bezeichnung: Bezeichnung des Baudenkmales
- Beschreibung: die Beschreibung des Baudenkmales. Unter § 3 Abs. 2 NDSchG werden Einzeldenkmale und unter § 3 Abs. 3 NDSchG Gruppen baulicher Anlagen und deren Bestandteile ausgewiesen.
- ID: die Objekt-ID des Baudenkmales
- Bild: ein Bild des Baudenkmales, ggf. zusätzlich mit einem Link zu weiteren Fotos des Baudenkmals im Medienarchiv Wikimedia Commons. Wenn man auf das Kamerasymbol klickt, können Fotos zu Baudenkmalen aus dieser Liste hochgeladen werden:

## Selsingen (Kernort)

### Gruppe: Kirchhof Selsingen
Die Gruppe „Kirchhof Selsingen“ besteht aus der  Kirche, dem eingefriedeten Kirchhof, dem Pfarrhaus und dem Gefallenendenkmal. Sie hat die ID 31019580.

| Lage                                       | Bezeichnung              | Beschreibung | ID       | Bild           |
| ------------------------------------------ | ------------------------ | --- | -------- | -------------- |
| Hauptstraße 14 53° 22′ 25″ N, 9° 12′ 49″ O | Kirche                   | Die evangelische Kirche St. Lamberti wurde 1725 unter Verwendung von Feldsteinen des Vorgängerbaus errichtet. Der runde Mauerstumpf des Westturmes stammt aus dem Mittelalter. Im Inneren befinden sich eine Tonnendecke und eine dreiseitige Empore. Ein Taufbecken aus Bronze wurde 1498 hergestellt. Die auf das Jahr 1642 datierte Kanzel wurde 1725 in die Brüstung der Empore eingefügt. | 31030780 | Weitere Bilder |
| Hauptstraße 14 53° 22′ 26″ N, 9° 12′ 49″ O | Kirchhof                 | Kirchhof mit zahlreichen Grabmalen aus dem 17. bis Ende des 19. Jahrhunderts und alten Baumbestand soie Feldsteinmauer | 31030802 | BW             |
| Hauptstraße 14 53° 22′ 24″ N, 9° 12′ 50″ O | Kriegerdenkmal           | Um 1920 wurde eine Stele auf einem Sockel und mit Bekrönung und Tatzenkreuz zur Erinnerung an die Gefallenen des Ersten Weltkrieges errichtet. | 31030846 | BW             |
| Hauptstraße 14 53° 22′ 26″ N, 9° 12′ 50″ O | Wohn-/Wirtschaftsgebäude | Ehemaliges Pfarrhaus vom Anfang des 19. Jahrhunderts mit Quereinfahrtin in Fachwerk mit Krüppelwalmdach | 31030824 |                |

### Einzelbaudenkmale
| Lage                                         | Bezeichnung              | Beschreibung | ID       | Bild           |
| -------------------------------------------- | ------------------------ | --- | -------- | -------------- |
| Lambertistraße 4 53° 22′ 28″ N, 9° 12′ 47″ O | Wohn-/Wirtschaftsgebäude | Zweiständer-Hallenhaus aus dem 19. Jahrhunderts in Fachwerk mit reetgedeckten Krüppelwalmdach                                                                           | 31030868 |                |
| Greven Worth 8 53° 22′ 20″ N, 9° 13′ 4″ O    | Wohn-/Wirtschaftsgebäude | Heimathaus Greven Worth als Zweiständer-Hallenhaus von 1701 in Fachwerk mit reetgedecktem Krüppelwalmdach                                                               | 31030756 | BW             |
| Greven Worth 53° 22′ 19″ N, 9° 13′ 2″ O      | Park                     | Der Landschaftspark erstreckt sich um das Heimathaus und nach Westen Richtung Kirche.                                                                                   | 45748194 | BW             |
| Mühlenkamp 53° 22′ 1″ N, 9° 13′ 9″ O         | Windmühle                | Der Galerieholländer „Elisabeth“ wurde 1868 erbaut und war bis 1953 in Betrieb. Nachdem die Mühle 1971 abgebrannt ist, baute der Selsinger Mühlenverein sie wieder auf. | 31030888 | Weitere Bilder |

### Ehemaliges Baudenkmal
| Lage                                       | Bezeichnung    | Beschreibung | ID       | Bild |
| ------------------------------------------ | -------------- | --- | -------- | ---- |
| Hauptstraße 14 53° 22′ 23″ N, 9° 12′ 47″ O | Kriegerdenkmal | In der zweiten Hälfte des 20. Jahrhunderts (wohl zwischen 1950 und 1970) wurde ein Rund von 18 Findlingen, die ein hölzernes schwarzes Kreuz umgeben, mit Namenstafeln der Gefallenen des Ersten und Zweiten Weltkriegs errichtet. 2022 wurde entschieden, dass das Ehrenmal nicht im Denkmalverzeichnis geführt werde. | 51842319 | BW   |

## Eitzmühlen

### Einzelbaudenkmale
| Lage                                  | Bezeichnung | Beschreibung | ID       | Bild |
| ------------------------------------- | ----------- | --- | -------- | ---- |
| Eitzmühlen 53° 20′ 3″ N, 9° 11′ 59″ O | Wassermühle | Wassermühle an der Oberoste, erstmals urkundlich erwähnt um 1300. Der ursprüngliche Standort befand sich weiter in der Nähe von Rockstedt. 1991 wurde die Mühle vom Mühlenverein Selsingen gekauft und in den Jahren 1993–1997 restauriert. Heute beherbergt die Mühle ein Café. | 31030736 |      |

## Granstedt

### Einzelbaudenkmale
| Lage                                                  | Bezeichnung              | Beschreibung | ID       | Bild |
| ----------------------------------------------------- | ------------------------ | --- | -------- | ---- |
| Granstedter Dorfstraße 12 53° 21′ 21″ N, 9° 10′ 55″ O | Wohn-/Wirtschaftsgebäude | Vierständer-Hallenhaus von 1899 in Fachwerk mit Satteldach und regionaltypischer senkrechter Verbretterung in den oberen Giebeldreiecken | 31030640 |      |
| Hempstraße 6 53° 21′ 28″ N, 9° 10′ 47″ O              | Wohn-/Wirtschaftsgebäude | Zweiständer-Hallenhaus von 1840 in Fachwerk mit reetgedeckten Krüppelwalmdach und Niedersachsengiebel                                    | 31030664 |      |

### Ehemaliges Baudenkmal
| Lage                                                  | Bezeichnung | Beschreibung | ID       | Bild |
| ----------------------------------------------------- | ----------- | --- | -------- | ---- |
| Granstedter Dorfstraße 12 53° 21′ 21″ N, 9° 10′ 53″ O | Stall       | 1682 wurde der Fachwerkstall mit Quereinfahrt unter einem Satteldach errichtet. An der Traufe massive Veränderungen. Das Bauwerk wurde aus der Denkmalliste gestrichen. | 45732252 | BW   |

## Haaßel

### Einzelbaudenkmale
| Lage                                          | Bezeichnung              | Beschreibung | ID       | Bild |
| --------------------------------------------- | ------------------------ | --- | -------- | ---- |
| Unter den Eichen 1 53° 22′ 15″ N, 9° 14′ 6″ O | Wohn-/Wirtschaftsgebäude | Zweiständer-Hallenhaus von 1802 in Fachwerk mit reetgedeckten Krüppelwalmdach                                                                                               | 31030712 |      |
| Lüttje Stroot 1A 53° 22′ 20″ N, 9° 14′ 0″ O   | Wohn-/Wirtschaftsgebäude | Zweiständer-Hallenhaus von 1791 in Fachwerk mit reetgedeckten Satteldach | 52657120 | BW   |
| Lüttje Stroot 53° 22′ 22″ N, 9° 13′ 57″ O     | Scheune                  | 1696 wurde die eingeschossige Fachwerkscheune mit Querdurchfahrt unter einem Satteldach errichtet und 1841 erneuert. Das Gebäude steht frei innerhalb eines lichten Waldes. | 31030688 | BW   |